# Campillo de Arenas
Campillo de Arenas er en by og kommune i det sydlige Spanien i provinsen Jaén. Den har et indbyggertal på 1.703 (2024) indbyggere.